# Bulletin archéologique de l’Athenaeum français
Le Bulletin archéologique de l'Athenaeum français a été fondé par Jean de Witte et par Adrien Prévost de Longpérier.